# Centro de curvatura

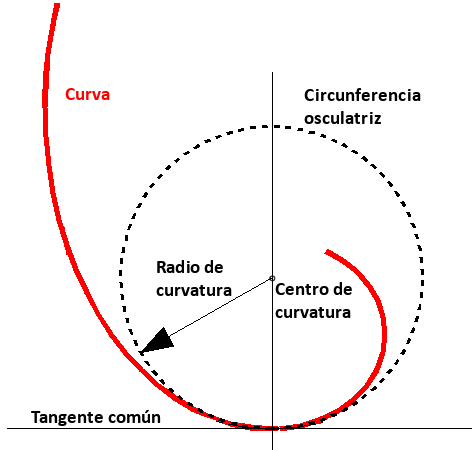
Centro de curvatura

En geometría, y particularmente en la geometría de las lentes, el centro de curvatura de una curva en un punto dado es el centro del círculo osculador. La distancia entre el centro de curvatura y la propia curva se denomina radio de curvatura. Si la curvatura de la curva, que es la inversa del radio de curvatura, es cero, su centro de curvatura es el punto del infinito.
Por ejemplo si tomamos en cuenta una circunferencia: el centro de la circunferencia es el "centro de curvatura" y la distancia (constante) de ese centro a cualquier punto de la circunferencia, es el radio (r).
También existe la posibilidad de conocer el centro de curvatura de cada punto de una curva diferente a una circunferencia (por ejemplo, de una parábola, de una hipérbola, o de cualquier función). Esto se hace mediante la aplicación de la primera y segunda derivadas de la función en ese punto, y se calcula:
1. Derivar la función en ese punto (es decir y' o la pendiente o tangente en ese punto).
2. Obtener la normal en ese punto (es decir, la perpendicular a la tangente) N=-(1/Tan) o N=-(1/y')
3. Obtener la segunda derivada (y")
4. Obtener el Radio de curvatura mediante la fórmula r= (1+(y')^2) ^(3/2) todo / (y")^2.
5. Conociendo la normal y el radio, se analiza la nueva función (es una recta que se forma sobre la normal). Esto nos permitirá hallar la ubicación del centro de curvatura para ese punto en particular razonando por Pitágoras: Hallaremos su ubicación (x; y) haciendo las diferencias con la posición del punto analizado (x0; y0). Delta x (Diferencia de x-x0)=r/ (Raíz de ((Normal ^2 +1)) y Delta y=Raíz de (r^2-(delta x)^2).

La función que se puede formar uniendo todos los centros de curvatura de la función inicial se llama evoluta.